# Broczyno
Broczyno (niem. Brotzen) – wieś sołecka w Polsce położona w województwie zachodniopomorskim, w powiecie drawskim, w gminie Czaplinek.

## Położenie
Wieś leży ok. 6 km na południowy wschód od Czaplinka, przy drodze wojewódzkiej nr 163, nad jeziorem Broczyno, między Czaplinkiem a Wałczem.
W skład sołectwa wchodzi osada Dobrzyca Mała, do 2021 także Miłkowo (które zostało odrębnym sołectwem).

## Historia
Miejscowość pierwotnie związana była z Pomorzem i Wielkopolską. Ma metrykę średniowieczną i istnieje co najmniej od XIV wieku. Wymieniona pierwszy raz w dokumencie z 1361 jako Brucen, Gruczen, w końcu XV wieku odnotowana jako Brotzen, 1552 Brocz, 1553 Brodz, 1554 Broczsch, 1563 Brotsch, 1564 Broitz, 1564/65 Brodcz, 1944 Brotzen.
Miejscowość była początkowo wsią zakonną joannitów, a później wsią szlachecką. Leżała blisko granicy Korony Królestwa Polskiego oraz Nowej Marchii. Przebiegała ona pomiędzy dwoma wsiami marchii: Falkenburgą (obecnie Złocieniec) i Phirchow (obecnie Wierzchowo), a wsiami Brocz obecnie Broczyno i Machliny leżącymi w Polsce. W 1361 preceptor generalny joannitów Herman de Werborge nadał braciom Hermanowi i Henrykowi de Banczen oraz Ludekinowi de Golcze gród oraz wieś Machliny wraz z wsiami Miłkowo oraz Brocz. W 1552 miejscowość leżała w powiecie wałeckim Korony Królestwa Polskiego.
Wieś odnotowana została w archiwalnych dokumentach prawnych oraz regestach podatkowych. Właścicielami we wsi był ród Golczów. W 1552 płacili oni pobór we wsi od 14 kmieci, dwóch sołtysów, z których każdy miał jeden łan, dwóch karczmarzy. W 1553 mieszkańcy co roku siekli trawę w miejscu zwanym Dobrzicz i zwozili siano do zamku w Drahimiu (obecnie Stare Drawsko). W XVI wieku dziedziczką była Elżbieta żona Henryka Golcza, który zapisał jej po 500 florenów posagu i wiana na połowie dóbr we wsiach Broczyno, Klausdorp, Machliny, Heinrichsdorf i Rzepowo. Natomiast Konrad Golcz zapisał żonie Agnieszce Kleist, 400 grzywien posagu i 40 grzywien wiana na połowach wsi: Broczyno, Klausdorp, Plumward, Rzepowo, Lubno i Machliny oraz na całym dworze i folwarku w Broczynie. W latach 1554–64 Elżbieta wdowa po Henryku Golczu wraz z synami Janem i Sebaldem była w sporach majątkowych z Agnieszką wdową po Kunie (Konradzie) Golczu, a od 1559 żoną Stanisława Biegańskiego, i jej synem Janem Golczem. 
W 1563 pobór podatkowy we wsi zapłacili Stanisław Biegański od 7 półłanków oraz od karczmy oraz Elżbieta Golczowa od 10 półłanków i od karczmy. W 1564 Golczowie z Worowa, Rzepowa i Brocza posiadali jako lenno 1/3 wsi Stare Kaleńsko leżące w Nowej Marchii. Sebald Gołcz zapłacił wtedy pobór od 6 łanów we wsi, a także od karczmy, sołtysa posiadającego 0,5 łana, od 4 zagrodników, a Jan Golcz zalegał z poborem z 9 śladów. W 1579 Sebald Golcz zapłacił pobór od 7 półanków śladu, 6 zagrodników, karczmarza, sołtysa na 1/4 łana oraz od komornika, a Jan Golcz od 7 półśladów osiadłych, 2 półśladów pustych, 7 zagrodników, jednej zagrody opuszczonej, kowala, 3 podsądków oraz od wyszynku 48 beczek gorzałki lub piwa.
W latach 1954–1971 wieś należała i była siedzibą władz gromady Broczyno, po jej zniesieniu w gromadzie Czaplinek. W latach 1975–1998 miejscowość administracyjnie należała do województwa koszalińskiego.
We wsi był przystanek kolejowy Broczyno.

## Demografia
W roku 2007 wieś liczyła 471 mieszkańców i jest największą wsią gminy.

## Zabytki
Do wojewódzkiego rejestru zabytków wpisane są:
- kościół ewangelicki, obecnie rzymskokatolicki filialny pw. Matki Boskiej Częstochowskiej, szachulcowy z 1793 r.
- park dworski z pierwszej połowy XIX wieku, z neogotyckim pałacem. W parku na łącznej pow. 2,25 ha występują buki, dęby, graby, kasztanowce, klony, świerki.
- dom nr 77 szachulcowy, z pierwszej połowy XIX w.

inne obiekty:
- kościół parafialny pw. Matki Bożej Wspomożenia Wiernych z 1980 r., rzymskokatolicki należący do dekanatu Barwice, diecezji koszalińsko-kołobrzeskiej, metropolii szczecińsko-kamieńskiej. Jest to 16-boczna rotunda o średnicy 15 metrów z przyległą półokrągłą absydą, całość jest licowana kamieniami polnymi. Nad kościółkiem wznosi się kopuła z latarnią, zwieńczona iglicą. Autorem kościoła jest arch. Janusz Kirszak. Obok rotundy wznosi się dzwonnica z dzwonem z 1595 roku, pozostałość po dawnym kościółku szachulcowym[8].

## Gospodarka
W latach 50. XX wieku na zachód od wsi, a tym samym od jeziora Broczyno, wybudowano awaryjne lotnisko 6 Pułku Lotnictwa Myśliwsko-Bombowego w Pile. Obecnie na terenie dawnego lotniska funkcjonuje lądowisko Czaplinek-Broczyno, należące do Stowarzyszenia Lotniczego w Czaplinku.

## Edukacja i kultura
W Broczynie znajduje się szkoła podstawowa i przedszkole, a także świetlica, do której uczęszczają dzieci i młodzież.
Od 2022 roku corocznie w pierwszych dniach sierpnia na terenie lądowiska Czaplinek-Broczyno odbywa się Pol’and’Rock Festival.